# Santovenia de Pisuerga
Santovenia de Pisuerga est une commune de la province de Valladolid dans la communauté autonome de Castille-et-León en Espagne.
Santovenia de Pisuerga est la garnison de Régiment de cavalerie «Farnesio» n°12.

## Sites et patrimoine
Les édifices les plus caractéristiques de la commune sont :
- Église Saint-Jean-Baptiste (San Juan Bautista) ;
- Chapelle Jesús Nazareno.

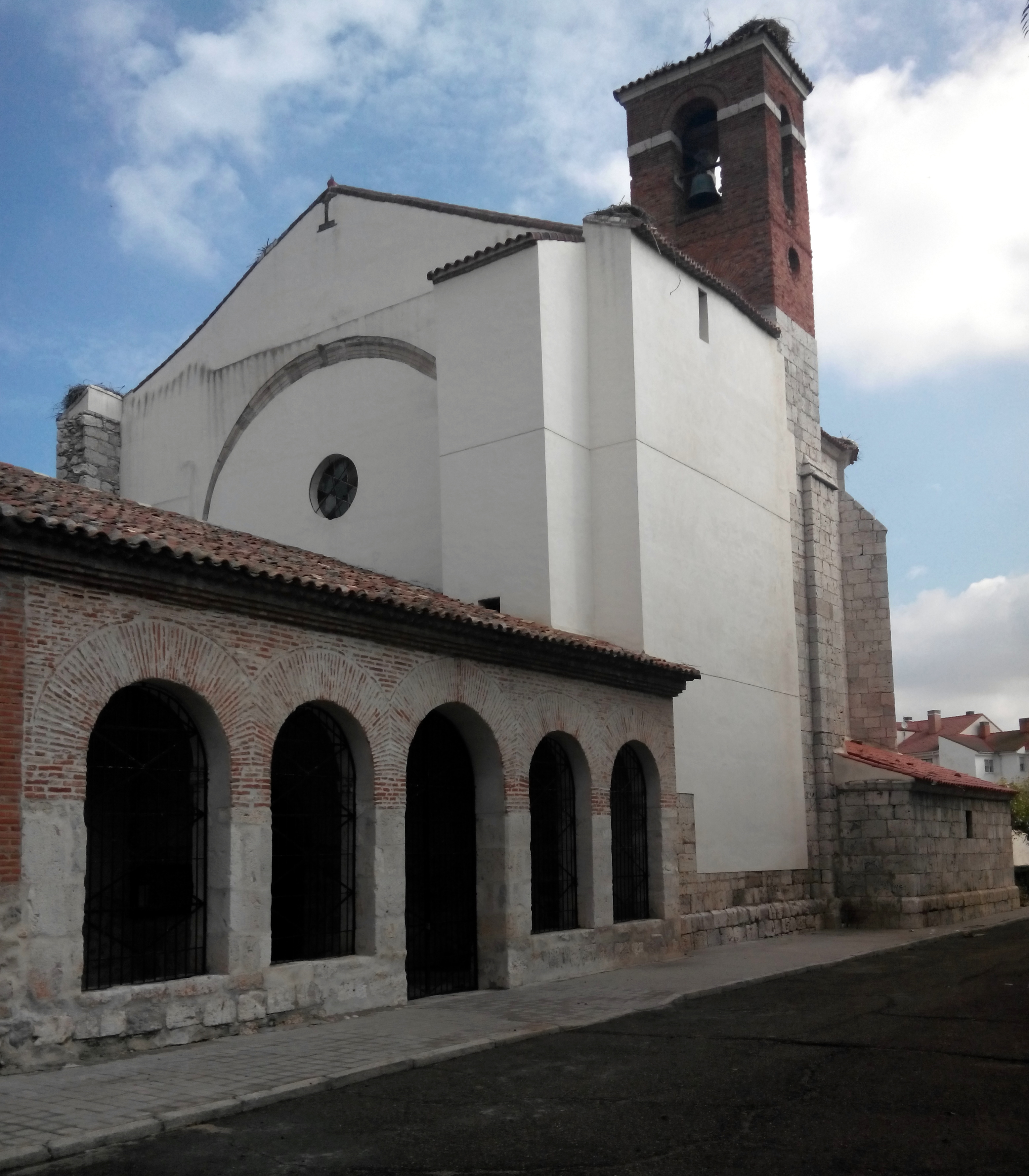
Église Saint-Jean-Baptiste.